# Cuevas del Campo
Cuevas del Campo ist eine Gemeinde in der Provinz Granada im Südosten Spaniens mit 1.775 Einwohnern (Stand: 2024). Die Gemeinde liegt in der Comarca Baza. 

## Geografie
Die Gemeinde liegt im Norden der Provinz und grenzt an Dehesas de Guadix, Freila, Guadix, Pozo Alcón und Zújar. Sie liegt zwischen der Sierra de Baza und der Sierra de Cazorla.

## Geschichte
Über viele Jahre hinweg gab es Streitigkeiten zwischen den Gemeinden Pozo Alcón (Provinz Jaén) und Zújar (Provinz Granada) über die Grenzen dieser beiden Gemeinden. Das Ergebnis eines langen Rechtsstreits war die Aufteilung des Gebiets in drei Teile, von denen einer El Retamar war (das heutige Cuevas del Campo). Über 30 Jahre lang forderten die Einwohner von Cuevas del Campo die Abtrennung von Zújar (das etwa 20 Kilometer entfernt liegt). Diesem Wunsch wurde schließlich am 21. November 1980 entsprochen, als Cuevas del Campo schließlich eine eigenständige Gemeinde wurde.

## Wirtschaft
Die Wirtschaft des Dorfes ist hauptsächlich landwirtschaftlich geprägt, wobei der Schwerpunkt auf dem Olivenanbau liegt.